# Shūichirō Moriyama
Pour les articles homonymes, voir Moriyama (homonymie).
Shūichirō Moriyama (森山 周一郎, Moriyama Shūichirō), né le 26 juillet 1934 à Nagoya et mort le 8 février 2021 dans la préfecture de Saitama est un seiyū.

## Rôles

### Film d'animation
- Porco Rosso : Porco Rosso
- Dragon Ball : La Légende de Shenron : le Roi Gourmet
- First Contact - Episode 0 : Garvez